# Limenitis lepechini
Limenitis lepechini är en fjärilsart som beskrevs av Nicolas Grigorevich Erschoff 1874. Limenitis lepechini ingår i släktet Limenitis och familjen praktfjärilar. Inga underarter finns listade i Catalogue of Life.